# Día Mundial de los Defectos Congénitos
El Día Mundial de los Defectos Congénitos es una jornada de concienciacion que se celebra anualmente el 3 de marzo desde 2015,  establecida en ese mismo año por 12 organizaciones fundadoras.

## Proclamación
La proclamación oficial del Día Mundial de los Defectos Congénitos tuvo lugar el 10 de noviembre de 2015. Esta iniciativa global fue respaldada por una alianza de organizaciones, destacando el (International Clearinghouse for Birth Defects Surveillance and Research) ICBDSR que incluía 43 programas en 36 países, siendo uno de ellos el Estudio Colaborativo Español de Malformaciones Congénitas. Este esfuerzo responde a la necesidad de sistemas de vigilancia surgida tras la crisis de la talidomida, que evidenció el impacto de los defectos congénitos y la importancia de detectarlos precozmente.
En 2014, el ICBDSR reconoció la urgencia de aumentar la visibilidad de estos defectos para mejorar la conciencia pública y la medicina preventiva. La creación de este día busca educar y sensibilizar sobre la seriedad de los defectos congénitos, promoviendo la prevención, atención adecuada, e investigación, con el fin de mejorar la calidad de vida de los afectados y sus familias, abordando un problema de salud de magnitud global.

## Organizaciones fundadoras asociadas
Estas son las 12 organizaciones que instauraron el primer Día Mundial de los Defectos Congénitos el 3 de marzo del 2015.
- U.S. Centers for Disease Control and Prevention (CDC)[4]
- Estudio Colaborativo Latino Americano de Malformaciones Congénitas (ECLAMC)[5]
- European Dysmelia Reference Information Centre (EDRIC)[6]
- European Surveillance of Congenital Anomalies (EUROCAT)[7]
- International Federation for Spina Bifida and Hydrocephalus (IFSBH)[8]
- International Clearinghouse for Birth Defects Surveillance and Research (ICBDSR)[9]
- March of Dimes Foundation[10]
- Neonatal Alliance – Latin America and Caribbean Newborn Health Alliance[11]
- National Birth Defects Prevention Network (NBDPN)[12]
- Pan American Health Organization (PAHO)[13][14]
- The Partnership for Maternal, Newborn & Child Health (PMNHC)[15]
- WHO Regional Office for South-East Asia (SEARO)[16]

## Celebración
La fecha del 3 de marzo fue seleccionada tras un detallado proceso de evaluación, buscando un día que fuera significativo y que evitara coincidir con otros días internacionales reconocidos por entidades como las Naciones Unidas y la Organización Mundial de la Salud. Desde su primera conmemoración en 2015 la instauración de esa fecha representa un compromiso global para abordar los desafíos asociados con los defectos congénitos, promoviendo la prevención, la investigación y la atención continua a quienes los padecen.

## Temas
- 2015: Día Mundial de los Defectos Congénitos (WBDD, por sus siglas en inglés)[18]
- 2016: ¡Su calidad de vida importa![19]
- 2017: ¡Su calidad de vida importa![20]
- 2018: Muchos defectos congénitos se pueden prevenir y tratar. Ayuda la difusión global para que se conozcan en el Día Mundial de los Defectos congénitos[21]
- 2019: Muchos defectos congénitos, una voz[22][23]
- 2020: Me importa…[24]
- 2021: Muchos defectos congénitos, una sola voz[25]
- 2022: Los defectos congénitos son comunes, costosos y críticos[26]
- 2023: Muchos Defectos Congénitos, Una Voz[27][28]